# Vanessa Duriès
Vanessa Duriès  née le 7 février 1972 à Versailles (Yvelines) et morte le 13 décembre 1993 à Savasse (Drôme), pseudonyme de Katia Ould-Lamara, est une romancière française. Elle est l'auteur d'un récit sado-masochiste paru en 1993, Le Lien, qui est une confession romancée de sa propre expérience de soumission volontaire, par amour, à son amant et « Maître ».

## Biographie
Née d'un père d'ascendance algérienne et d'une mère française originaire du Lot-et-Garonne, Katia Ould-Lamara adopte le prénom Vanessa car elle apprécie Vanessa Paradis et prend le premier nom de famille, Duriès, qu'elle trouve dans l'annuaire téléphonique pour choisir son pseudonyme.
En 1993, alors que Vanessa Duriès est âgée de 21 ans, la parution de son roman Le Lien aux toutes jeunes Éditions Spengler, dans lequel elle raconte son initiation aux relations sadomasochistes dans le cadre d'une relation Maître/esclave, crée quelques réactions en France, en raison de la jeunesse et de la supposée candeur de son auteur, qui apparaît sur les chaînes nationales de télévision dans des émissions littéraires, en particulier dans l'émission de Bernard Pivot, Bouillon de culture, celle de Michel Field, Le Cercle de minuit et celle de Guillaume Durand, Durand la nuit.
Une interview et des photographies en noir et blanc de Vanessa Duriès dénudée en tenue de « soumise » sont publiées dans le numéro de mai 1993 de l'édition française du magazine mensuel Penthouse.

« Je ne lis pas dans les lignes de la main. Je ne fais pas de pronostics sur l'avenir. Un proverbe dit que pour bien aimer l'être choisi il faut l'aimer comme s'il devait mourir demain »

— Vanessa Duriès, Penthouse n°101, 30 avril 1993.

### Mort
Vanessa Duriès meurt à l'âge de 21 ans dans un accident de voiture le 13 décembre 1993 sur l'autoroute A7 près de Montélimar. L'accident fait trois autres morts, les écrivains Jean-Pierre Imbrohoris dont le pseudonyme littéraire est Joy Laurey, conducteur du véhicule, sa conjointe Nathalie Perreau, nom de plume de Sophie Viellard, et leur fils Alexandre âgé de trois ans. Vanessa Duriès est inhumée dans le village natal de sa mère.

### Postérité
Les cinq premiers chapitres du manuscrit de son second roman L'Étudiante, présentés comme trouvés dans les restes de l'épave de la Mercedes de Jean-Pierre Imbrohoris accidentée en 1993, sont publiés en 2007 aux Éditions Blanche.
Par la conjonction de sa mort prématurée et de sa personnalité hors norme, Vanessa Duriès acquiert au fil des années le statut d'icône dans les milieux SM,.

### Contestation
Exactement trente ans après la publication du roman Le Lien, Jean-Paul Brighelli, par l'intermédiaire de son compte utilisateur vérifié « Brighelli » sur la version française de Wikipédia, affirme le 4 mai 2023, sur l'article Wikipédia dédié à sa personne, qu'il est l'auteur des cinq premiers chapitres du roman L'Étudiante. Il va plus loin en affirmant le 4 août 2023 sur son blog officiel hébergé par Causeur que Franck Spengler est en réalité l'auteur du roman Le Lien, le tout sans en administrer de preuves formelles. En décembre 2023, interrogé par Vivian Petit dans la Revue Commune, Franck Spengler confirme que Brighelli est le rédacteur principal de L'Étudiante, ayant écrit 25 des 40 pages que comporte ce roman inachevé. Il nie cependant avoir été lui-même le rédacteur du Lien, écrit par Vanessa Duriès. Sur ce point, Brighelli revient sur ses propos et finit par concéder que Franck Spengler n'est pas l'auteur du Lien.

## Œuvres
- Le Lien, Éditions Spengler, 1993  (ISBN 2909997030), J'ai Lu, 1994  (ISBN 2277236780), Éditions Blanche, 2001  (ISBN 2911621867), Éditions Blanche, 2014  (ISBN 9782846284745) et La Musardine, 2020  (ISBN 9782364905870)

Il s'agit d'un récit en partie autobiographique. Il raconte l'histoire d’une initiation aux pratiques BDSM, celle de Laika, une jeune étudiante qui décrit avec lucidité les épreuves endurées au cours de sa vie d’esclave, tout au long de sa relation amoureuse avec son maître, Pierre. Il fournit également un aperçu des effets dévastateurs de la révélation de son orientation sexuelle et de ses pratiques jugées sulfureuses sur ses relations avec ses parents scandalisés par les photographies qu'ils découvrent.
- L'Étudiante suivi de Le Lien, Éditions Blanche, 2007  (ISBN 2846281599) et J'ai Lu, 2008  (ISBN 9782290006177)

Le Lien et L'Étudiante sont traduits en anglais, espagnol, italien, néerlandais et japonais.
- The Ties that Bind (traduction anglaise), Masquerade Books, 1996  (ISBN 9781563335105), Masquerade Books, 1998  (ISBN 9781563339325), Magic carpet Books, 2005  (ISBN 9780976651017), Constable and Robinson, 2012  (ISBN 9781472106360)
- La Atadura (traduction espagnole par Mercedes Abad (es)), Tusquets Editores S.A., 2002 et 2013  (ISBN 9788483108017)
- Il Legame (traduction italienne), Aliberti, 2002  (ISBN 9788874245307)
- De Leiband (traduction néerlandaise par C.M.L. Kisling), Arbeiderspers, 1993  (ISBN 9789029513937)
- 肉の絆 (traduction japonaise) Tankobon, 1993  (ISBN 9784576931289)